# Gadames
Ghadames (àrab: غدامس, Ḡadāmis, pronunciat, en àrab libi, ḡdāməs; amazic: ɛɛadēməs, Ghdams; transcrit en francès: Ghadamès) és una ciutat i un oasi de Líbia, a 549 km al sud de Trípoli, a la frontera amb Tunísia i Algèria, capital del districte de Ghadamis a Líbia. La població és de 7.000 habitants, majoritàriament amazics tuaregs (7.000 habitants el 1850, 1.900 el 1952). La part vella de la ciutat, emmurallada, fou declarada Patrimoni de la Humanitat per la UNESCO. Està dividida en set districtes. Està entre el Gran erg oriental i la plana àrida d'al-Hamada al-Hamra. La seva existència es deu a la font anomenada Ayn al-Fres i la seva importància i desenvolupament a la seva posició equidistant de Gabes, Trípoli, Ouargla, el Fezzan i Ghat, la qual cosa li confereix una posició estratègica ideal per al comerç al Sàhara. El llogaret de Tunin és un palmerar annex, que es troba a uns 3 km.

## Història
S'hi han trobat objectes del Paleolític i del Neolític. Les primeres notícies escrites corresponen a l'època romana, quan Corneli Balb va fer l'expedició contra els garamants el 19 aC i va fer etapa en aquest oasi, anomenat Cydamus. Sota Septimi Sever, fou seu de la Legio III Augusta, a uns 200 km al sud-oest del limes. Al segle v, els romans havien desaparegut i els amazics dominaven la zona, però al segle vi van arribar els romans d'Orient i hi van portar el cristianisme. Sota domini romà d'Orient, fou seu d'un bisbe (segle vi i VII). S'han trobat alguns ídols que correspondrien a una època preromana o a objectes funeraris romans o romans d'Orient.

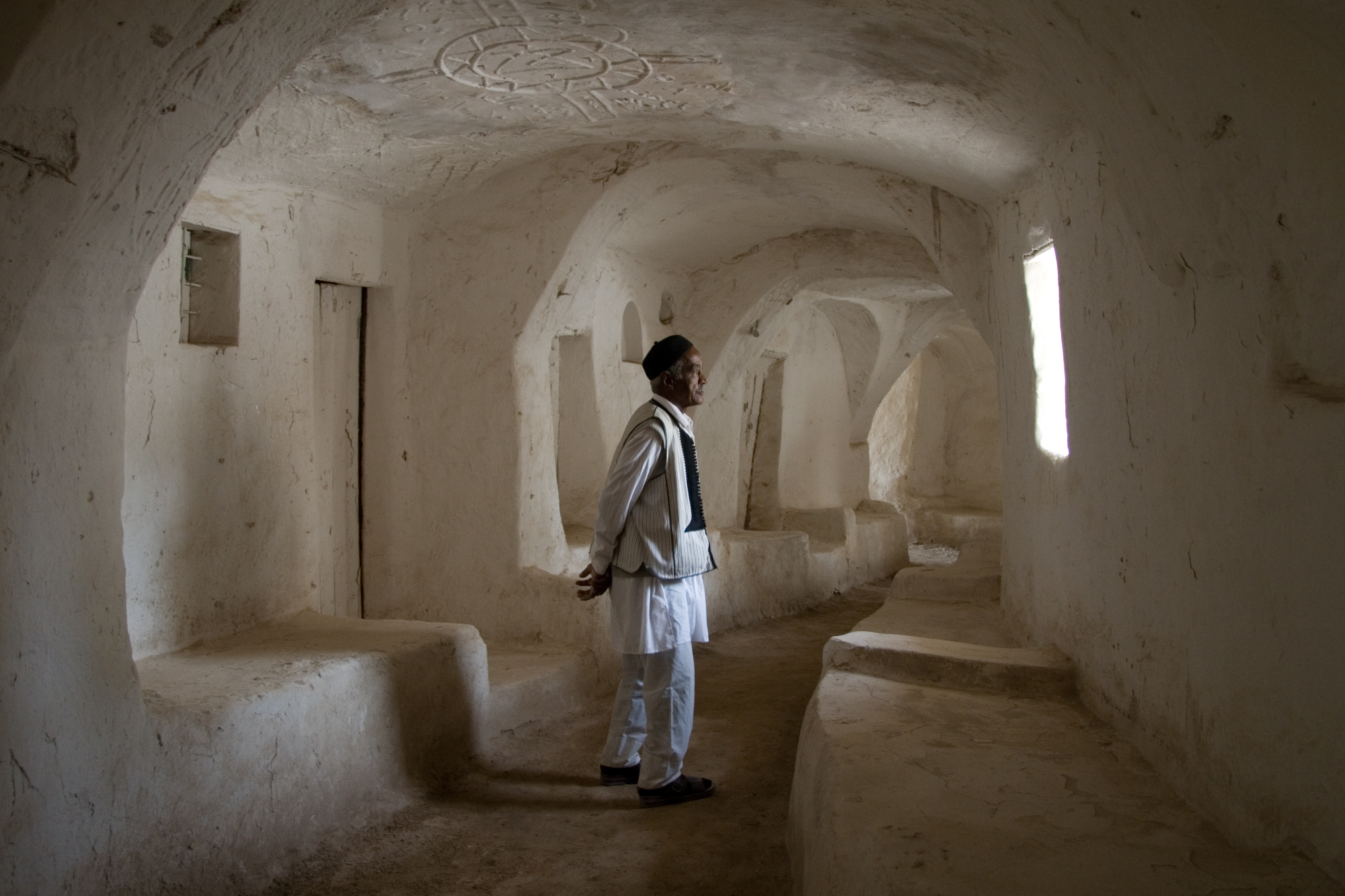
Ghadames

Fou conquerida per Uqba ibn Nafi, que hi va enviar un destacament de cavallers entre la conquesta de Fezzan i la marxa contra Gafsa, el 667. Al segle viii, va caure en mans dels ibadites, que la van dominar fins al segle x. Va portar una vida independent, i Ibn Battuta la va visitar al segle xiv. Va romandre completament independent i aïllada, excepte per la seva aliança amb els tuaregs ajjer i relacions esporàdiques amb Tunis i Trípoli. Els hàfsides hi van fer algun atac ocasional, però les imposicions de sobirania, si van existir, foren de curta volada. Al segle xvi, hi havia alguns ksur, però després es va concentrar tot en un sol vilatge. Els otomans també la van atacar més d'una vegada, però l'autoritat otomana mai no s'hi va establir més que per un temps molt breu. No va reconèixer l'autoritat otomana fins al 1860 i va esdevenir seu d'un caimacan, amb una petita guarnició que s'hi va instal·lar el 1874, però l'administració local estava en mans d'un shaykh i de la jamaa o assemblea, formada pels caps de les famílies nobles. En aquest temps, l'abolició de l'esclavatge va afectar greument el comerç transsaharià.
Els italians van arribar a Líbia el 1911, però no van anar a Ghadames fins a l'abril del 1913. Van abandonar l'oasi el novembre del 1914, però hi van tornar el febrer del 1915 i hi van restar fins al juliol del mateix any; ja per a restar-hi, van tornar el 15 de febrer del 1924. Van evacuar l'oasi poc abans de l'arribada del general francès lliure Leclerc, que hi va entrar el 27 de gener del 1943. En primer, fou agregat al territori de Fezzan, en un territori especial dependent de la Direcció dels Territoris del Sud d'Algèria, però en fou separat l'1 de gener del 1948, per a formar un territori especial dependent de l'administració del protectorat de Tunísia (igual que Ghat, havia estat incorporat a l'administració d'Algèria). L'1 de juliol del 1951, esdevingué un territori separat. El 24 de desembre del 1951, es va formar el Reialme Unit de Líbia, que incloïa Fezzan, però Ghadames i Ghat en restaven fora provisionalment.
El tractat francolibi del 20 d'agost del 1955 va transferir el territori al regne. El francesos van acabar l'evacuació a la primeria del 1957 i Ghadames fou incorporada a la Tripolitana (primavera del 1957). Els atara, antics esclaus que ara eren lliures, van partir de l'oasi i van ocasionar de bon primer una manca de mà d'obra, però el tancament de les rutes comercials va fer entrar Ghadames en una decadència accentuada. El palmerar (20.000 palmeres) i els ramats són l'única activitat actual, fora de feines relacionades amb el petroli, la recerca del qual va començar el 1956. El govern va construir cases noves el 1984, i foren lliurades el 1986 per a traslladar els habitants i deixar les velles com a lloc reservat de Patrimoni de la Humanitat, però els habitants sovint prefereixen les antigues perquè són menys caloroses.